# Bojan Hodak
Bojan Hodak (Zagabria, 4 maggio 1971) è un allenatore di calcio ed ex calciatore croato, di ruolo difensore.

## Palmarès

### Allenatore
- Campionato cambogiano: 1

Phnom Penh Crown: 2011
- Campionato malaysiano: 2

Kelantan: 2012
Johor Darul Ta'zim: 2014
- Coppa della Malaysia: 2

Kelantan: 2012
Kuala Lumpur: 2021
- Coppa della Federazione (FA): 2

2012, 2013
- Supercoppa di Malaysia: 1

Johor Darul Ta'zim: 2015
- Campionato indonesiano: 1

Persib: 2023-2024